# Замок Колерайн
Замок Колерайн (англ. Coleraine Castle) — один із замків Ірландії, розташований в графстві Деррі, Північна Ірландія. Замок стоїть біля однойменного селища Колерайн.

## Історія замку Колерайн
На місці замку Колерайн ще у 4000 році до н. е. було укріплене неолітичне поселення — про це свідчать археологічні розкопки. Були знайдені чисельні керамічні вироби, крем'яні знаряддя, намисто, що датується тими прадавніми часами. Назва місцевості Колерайн походить від ірландської назви Кул Рахайн (ірл. Cuil Rathain). Назву можна перекласти як «поле війни». У 450 році цю місцевість відвідав Святий Патрик. У 725 році на цю місцевість напали вікінги — знищили фортецю та церкву святого Патрика. У 830 році місцеві вожді кланів об'єдналися для захисту від вікінгів. У 1002 році місцеві ірландські клани відбили напад вікінгів на фортецю. У 1101 році фортеця Колерайн була знищена під час військового походу короля Манстера з клану О'Браєн. У 1177 фортеця Колерайн була стерта з лиця землі норманським феодалом Джоном де Курсі під час англо-норманського завоювання Ірландії.
Замок був побудований в ХІІ столітті під час бурхливих подій англо-норманського завоювання Ірландії 1172 року і подальших років сповнених війн. Спочатку замок був під контролем Томаса Галловея і ним же, очевидно, був побудований. Томас Галловей — він же Томас Мак Ухтрайг (ірл. — Tomás Mac Uchtraigh) (пом. 1231) — ірландський ватажок, вождь клану Галл-Гайділ (ірл. — Gall-Gaidhil), син Лохлана, король Галловея, діяв сумісно зі своїм братом Аланом Галловеєм, вступав в спілки з шотландськими королями. Коли король Англії Джон Безземельний продовжував завоювання Ірландії, клани якої чинили шалений опір англійцям, він опирався на феодала Джона де Курсі, якому було дарована титул графа Ольстера. Але цього було замало. Тоді він звернувся до Томаса та Алана Галловеїв і пообіцяв їм землі графств Антрім, Деррі, Тірон в нагороду за спілку. Ці землі були під контролем ірландських кланів. Томас Галловей пішов на спілку, отримав багато перемог разом зі своїм флотом, взяв під контроль багато земель в Ірландії. У Шотландії він отримав від короля Вільяма Лева шлюб з Ізабеллою Атольською — багатою спадкоємицею і володаркою земель в Шотландії. Його діяльність в Ірландії була в першу чергу вигідна правлячій династії Шотландії, що протистояла тоді клану МакВільям та їх союзникам. Деякі історики датують побудова замку 1213 роком, коли Томас Галловей ліквідував і демонтував абатство святого Карбреуса, що було біля замку Колерайн.
Замок Колерайн взяв в облогу Х'ю де Лейсі, що ворогував з Томасом Галловеєм. Х'ю де Лейсі уклав спілку з королем ірландського королівства Тір Еогайн — Аедом О'Нейллом (О'Нілом). Разом вони обложили і взяли штурмом замок Колерайн. Замок був майже повністю зруйнований. Х'ю де Лейсі (близько 1176—1242) — норманський феодал, молодший син Х'ю де Лейсі — графа Міт. У 1205 році король Англії Джон Безземельний дарував йому титул графа Ольстера. У 1189 році він був призначений віце-королем Ірландії замість свого батька. У 1190 році він був замінений на цій посаді Гійомом де Петілем. Але з 1205 по 1210 рік він знову отримав посаду намісника Ірландії. Аед О'Нейлл (пом. 1230) — він же: Аод Мейх — король ірландського королівства Тір Еогайн. Все своє життя він боровся з кланами Фір Манах, Тір Коннайлл, Галловей, воював з феодалом Джоном де Курсі. Опирався на клан МакВулейм і мав претензії на трон Шотландії. Уклав мир з Х'ю де Лейсі — графом Ольстера і розділив з ним Ольстер.
Замок відновив у 1248 році головний юстиціарій Ірландії Джон ФітцДжефрі. Джон ФітцДжефрі (близько 1205—1258) — англійський феодал. Володів посадою юстиціарія Ірландії з 1245 по 1255 рік.
У 1586 році замок Колерайн захопив ірландський клан О'Кахан. У 1602 році під час Дев'ятирічної війни в Ірландії англійські війська захопили замок Колерайн. У 1607 році клан О'Кахан спробував знову захопити замок Колерайн, але невдало. Вожді клану О'Кахан змушені були тікати з Ірландії. У 1610 році з Англії прибули колоністи, які захопили ці землі і відновили замок Колерайн. У 1611 році замком заволодів англійський аристократ Джон Перротт. У 1641 році спалахнуло повстання за незалежність Ірландії. Замок захопили повстанці, але змушені були залишити замок і відступити в Деррі. Біля замку були бої у 1689 році коли скинутий король Англії Джеймс ІІ спробував опертися на ірландських католиків і воював проти протестантів. У 1700 році замок був кинутий напризволяще. У 1832 році землю навколо замку Колерайн спустошила епідемія.